# Chaetocnema
Chaetocnema is een geslacht van kevers uit de familie bladkevers (Chrysomelidae).
De wetenschappelijke naam van het geslacht werd in 1831 gepubliceerd door James Francis Stephens.

## Soorten
- Chaetocnema acuminata White, 1996
- Chaetocnema acupunctata White, 1996
- Chaetocnema aenigmatica White, 1996
- Chaetocnema aequabilis White, 1996
- Chaetocnema aerosa Letzner, 1846
- Chaetocnema afghana Gruev, 1988
- Chaetocnema albiventris White, 1996
- Chaetocnema altisocia Chen & Wang, 1981
- Chaetocnema angustula Rosenhauer, 1847
- Chaetocnema anisota White, 1996
- Chaetocnema arenacea Allard, 1860
- Chaetocnema arida Foudras, 1860
- Chaetocnema aridula Gyllenhaal, 1827 – Blauwe graanaardvlo
- Chaetocnema arizonica White, 1996
- Chaetocnema audisiana Biondi, 2000
- Chaetocnema babai Kimoto, 1991
- Chaetocnema balanomorpha Boieldieu, 1859
- Chaetocnema borealis White, 1996
- Chaetocnema brenskei Pic, 1910
- Chaetocnema breviuscula Faldermann, 1884
- Chaetocnema brincki (Bechyne, 1959)
- Chaetocnema cachani Biondi, 2001
- Chaetocnema californica White, 1996
- Chaetocnema capeneri Biondi & D'Alessandro, 2006
- Chaetocnema castillana Bergeal & Doguet, 2005
- Chaetocnema chlorophana Duftschmid, 1825
- Chaetocnema coacta White, 1996
- Chaetocnema compressa Letzner, 1864
- Chaetocnema concinna Marsham, 1802 – Blauwe bietenaardvlo
- Chaetocnema conducta Motschulsky, 1838
- Chaetocnema confusa Boheman, 1851
- Chaetocnema coyei Allard, 1863
- Chaetocnema danielssoni Biondi & D'Alessandro, 2006
- Chaetocnema densa White, 1996
- Chaetocnema depressa Boieldieu, 1859
- Chaetocnema difficilis White, 1996
- Chaetocnema etiennei Jolivet, 1979
- Chaetocnema excavata Medvedev, 1997
- Chaetocnema extenuata White, 1996
- Chaetocnema flavipennis Medvedev, 1996
- Chaetocnema fulvida White, 1996
- Chaetocnema furthi Medvedev, 1996
- Chaetocnema fuscata White, 1996
- Chaetocnema fusiformis Chen & Wang, 1980
- Chaetocnema himalayana Medvedev, 1993
- Chaetocnema hortensis Geoffroy, 1785
- Chaetocnema hygrophila Biondi, 2001
- Chaetocnema imitatrix Gruev, 1990
- Chaetocnema imitatrix Gruev, 1990
- Chaetocnema jelineki Lopatin, 1990
- Chaetocnema kabakovi Lopatin, 1995
- Chaetocnema kapirensis Biondi & De Nardis, G, 2000
- Chaetocnema kimotoi Gruev, 1980
- Chaetocnema labiosa White, 1996
- Chaetocnema leonhardi Heikertinger, 1951
- Chaetocnema livida White, 1996
- Chaetocnema lopatini Biondi & D'Alessandro, 2005
- Chaetocnema luisiadae Medvedev, 1979
- Chaetocnema major Jaquelin du Val, 1852
- Chaetocnema malgascia Biondi, 2001
- Chaetocnema mannerheimii Gyllenhaal, 1827
- Chaetocnema mapumalangaensis Biondi & De Nardis, G, 2000
- Chaetocnema mariobiondii Biondi & De Nardis, G, 2000
- Chaetocnema megachora White, 1996
- Chaetocnema megasticta White, 1996
- Chaetocnema minitruncata White, 1996
- Chaetocnema montenegrina Heikertinger, 1912
- Chaetocnema nebulosa Weise, 1886
- Chaetocnema nocticolor Rapilly, 1978
- Chaetocnema obesa Boieldieu, 1859
- Chaetocnema obliterata White, 1996
- Chaetocnema oblonga Lopatin, 1990
- Chaetocnema ordinata White, 1996
- Chaetocnema orientalis Bauduer, 1874
- Chaetocnema orophila Biondi, 2001
- Chaetocnema paganettii Heikertinger, 1923
- Chaetocnema philippina Medvedev, 1996
- Chaetocnema phuthaditjhabensis Biondi & De Nardis, G, 2000
- Chaetocnema picipes Stephens, 1831
- Chaetocnema procerula Rosenhauer, 1856
- Chaetocnema producta White, 1996
- Chaetocnema prolata White, 1996
- Chaetocnema punctifrons Abeille, 1907
- Chaetocnema rileyi White, 1996
- Chaetocnema rufofemorata Pic, 1915
- Chaetocnema sahlbergii Gyllenhaal, 1827
- Chaetocnema scheffleri Kutschera, 1864
- Chaetocnema semicoerulea Koch, 1803
- Chaetocnema seriata Duvivier, 1889
- Chaetocnema serpentina White, 1996
- Chaetocnema shanxiensis Chen & Wang, 1980
- Chaetocnema subcoerulea Kutschera, 1864
- Chaetocnema subconvexa White, 1996
- Chaetocnema sudafricana Biondi & D'Alessandro, 2006
- Chaetocnema sulcicollis Chen & Wang, 1980
- Chaetocnema tarsalis Wollaston, 1860
- Chaetocnema tibialis Illiger, 1807
- Chaetocnema tongaatensis (Bechyne, 1959)
- Chaetocnema truncata White, 1996
- Chaetocnema tuckeri Biondi & D'Alessandro, 2006
- Chaetocnema vesca White, 1996
- Chaetocnema vietnamica Chen & Wang, 1980
- Chaetocnema zangana Chen & Wang, 1981
- Chaetocnema zulu Biondi & De Nardis, G, 2000